# کارولتون (نیواورلئان)
کارولتون (به انگلیسی: Carrollton) یک منطقهٔ مسکونی در ایالات متحده آمریکا است که در لوئیزیانا واقع شده‌است.